# Almudín de Valencia
El edificio del Almudín (en valenciano Almodí) se encuentra en la plaza Sant Lluís Bertrán número 1 de la ciudad de Valencia (España). 
Está considerado como centro de exposiciones y museo, siendo su gestión realizada por el ayuntamiento. Fue declarado monumento nacional en 1969.
El conjunto del Museo del Almudín está formado por un patio porticado que se encuentra anexo al antiguo «Pes de la Farina».
Al acabar con su función de almacén se dedica a museo municipal siendo sede del Museo Paleontológico desde 1908 hasta el año 1991.
Trasladada esta exposición, el edificio es restaurado y en 1996 se termina la restauración del edificio. Dedicándose actualmente a ser visitado por su interés arquitectónico y por las pinturas al temple-cola consistentes en iconografías populares de los siglos XVII y XVIII. Tales trabajos pictóricos alegóricos forman parte de la "atmósfera" histórica del edificio.
Desde 1996 alberga exposiciones temporales gestionado por el Ayuntamiento de Valencia.

## Edificio

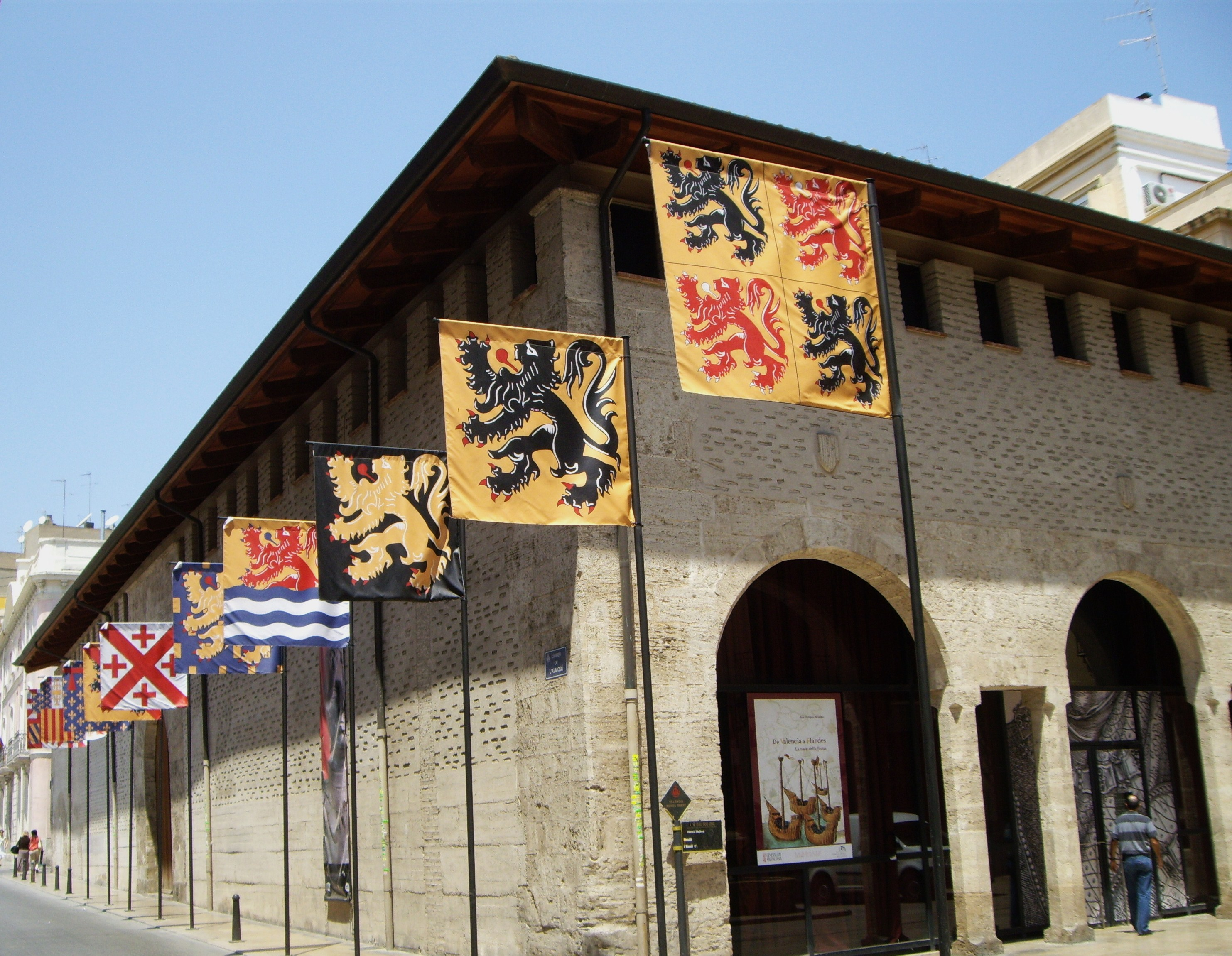

El Almudín es un edificio realizado en estilo gótico valenciano que se construyó sobre el alcázar musulmán a principios del siglo XIV como lugar de almacenaje y venta de trigo. 
En origen tendría unas dimensiones más reducidas y se fue ampliando a lo largo de los siglos XV y XVI hasta adquirir el aspecto que hoy tiene. El porche se construyó en la primera mitad del siglo XVI. El primitivo edificio tenía un patio central a cielo abierto y fue a principios del siglo XVII cuando se incorporó la cubierta, dándole la imagen de planta basilical que tiene en la actualidad.
En el interior se pueden contemplar pinturas murales de carácter popular alusivas a la entrada de trigo en la ciudad -históricamente una de las mayores preocupaciones de sus gobernantes-, así como representaciones de los santos patrones de los gremios que operaban en el comercio del grano.
Desde 1996 funciona como sala de exposiciones, continuando así con la línea de permanente utilidad civil que le ha caracterizado a lo largo de su historia. Durante este periodo han expuesto en el Almudín artistas como Miquel Navarro, Eduardo Chillida, Yoko Ono, Nassio Bayarri, Esteve Edo, Ripollés, Silvestre de Edeta, Arnaldo Pomodoro, Vangelis, Ricardo Boix, Salvador Dalí, Pablo Palazuelo, Ciriaco o Marino Marini. También se han realizado en el espacio, exposiciones de carácter etnográfico sobre lugares o pueblos como Egipto milenario, Bhután, Tuaregs (nòmades del desert), África o Mongolia, siendo la mayoría de estas financiadas y organizadas por la Obra Social de La Caixa. Se puede destacar también exposiciones sobre referencias históricas tales como Jaume I, El Toisón de Oro, la adquisición del Parque natural de la Albufera por la ciudad de Valencia (con ocasión de su centenario) o la Gran riada de Valencia (con ocasión del cincuentenario).